# ドラえもんのひみつ道具 (に)
ドラえもんのひみつ道具 (に) では、藤子・F・不二雄の漫画『ドラえもん』、『大長編ドラえもん』(VOL.1〜17)、藤子・F・不二雄のその他の著作に登場するひみつ道具のうち 、読みが「に」で始まるものを列挙する。

## にが手タッチバトン
にが手タッチバトン（にがてタッチバトン）は、「「スパルタ式にが手こくふく錠」&「にが手タッチバトン」」（てんとう虫コミックス『ドラえもんプラス』第5巻収録）に登場する。
リレー走で使うバトンを象った道具。何かに苦手意識を持っている人がこれを持って、他の誰かに触れると、持ち主に代って触れられた側がその物を苦手になる。有効期間は24時間。
「「スパルタ式にが手こくふく錠」&「にが手タッチバトン」」のアニメ第2作第2期版「ネズミ年だよ！ドラえもん」（2019年12月28日放送）では、これでネズミ嫌いをのび太に代わらせたドラえもんはネズミが怖くなくなり、むしろ可愛いと感じていた。

## 苦手つくり機
苦手つくり機（にがてつくりき）は、「苦手つくり機」（てんとう虫コミックス『ドラえもんプラス』第3巻に収録）に登場する。
誰かに何かを苦手にさせることができる機械。機械には2つのボードが備えられており、片方に苦手にさせたい人の名前、もう片方に苦手にさせたい物の名前を書いて機械を作動させると、その人はその物が苦手でたまらなくなる。ドラえもんは昼寝の好きなのび太に試したものの、結局苦手を「昼寝」にしても気絶して眠ったことになる（テレビアニメ第2作第2期「ジャイアンに苦手を作れ」では昼寝の好きなのび太に試したが、「だぁー昼寝怖い!!」と叫びながら空中に飛び上がり、気絶して目が回った）。
テレビアニメ第2作第2期「出木杉にも苦手を作れ」（2010年5月14日放送）ではのび太が出木杉に苦手を作ろうと「テスト」「ボール」「ジュース」と書いたが、出木杉は苦手でも努力して100点を取り、飛んできた野球ボールも思いっきり振るってホームランになり、ジャイアン達が投げた缶ジュースを避ける（のび太に当たった。）等、良い結果になってしまった。
なお、ラストではのび太は苦手なテストをそれで克服しようと試みるものの逆効果となり、ドラえもんから呆れられた。

## ニクメナイン
ニクメナインは、「ニクメナイン」（てんとう虫コミックス第8巻に収録）に登場する。
錠剤の薬。1錠飲むと1回だけとても感じのいい憎めない人になり何をしても怒られなくなる。
テレビアニメ第2作第1期「のび太はニクメない?」（1992年12月4日放送、ビデオソフト未収録）では名称は同じだが、ビンに入っているドリンク剤として登場した。
『ドラえもんひみつ道具完全大事典』では、服用者が何をされても怒れなくなるという記述になっている。
逆に飲むと誰にでも嫌われてしまう「ムシスカン」という道具がある。

## 二十二世紀のマジックハンド
二十二世紀のマジックハンドは、「ドラえもんの大予言」（てんとう虫コミックス第1巻に収録）に登場する。
ばね状のアームの先に大型の手が付いたような形状をしており、手元のレバーを操作することで伸び縮みする。

## 日本標準カレンダー
日本標準カレンダー（にほんひょうじゅんカレンダー）は、「ぐうたらの日」（てんとう虫コミックス第14巻に収録）に登場する。
このカレンダーを調節することによって日本全国のカレンダーが合わせて変わる。たとえば日の丸柄のシールを貼ると、その日が国民の休日になり、行事内容も設定できる。作中ではこれ以外の使用例はない。テレビアニメ第2作第2期では、これを使って休日を作った者以外の人物にとって「その祝日を祝うことは国民の義務である」という認識になるとされている。一度張ったシールは剥がす事で元に戻すことが可能。
のび太は6月に祝日が一日も無い事を嘆き、この道具を使って6月2日を「ぐうたら感謝の日（勤労感謝の日の逆）」と定めたが、「誰も働いてはいけない」と設定したため、いざ祝日になるとクラスメイトも外へ遊びに行かないおまけにママも食事の支度をしてくれず、さらには交番や飲食店までもが休みになるといった日常生活に支障をきたす事態になったため平日に戻すハメになった。
なお雑誌掲載時のみ、前述の休日用の日の丸柄シールに「休日シール」という名前が付いている。
テレビアニメ第2作第2期では、この道具をジャイアンが使った「たけしのズンドコ誕生日」というオリジナルエピソードが2014年6月13日に放送された。

## 荷物運び用荷物
荷物運び用荷物（にもつはこびようにもつ）は、『ドラえもん のび太とブリキの迷宮』に登場する。
カバンや風呂敷包みなどのセット。荷物運びを仕事とする者（ホテルのボーイなど）へ、荷物運びの仕事を与えるために用いる。
要はひみつ道具の体を成していないただの荷物である。その無意味さからのび太も「変な道具」とツッコミを入れていた。
またこの名称は原作でのもので、映画では「荷物運び用お荷物」と呼ばれている。

## 人形自動化音波
人形自動化音波（にんぎょうじどうかおんぱ）は、「ジャックとベティとジャニー」（てんとう虫コミックス43巻に収録）に登場する。
この道具から出る音波を人形に浴びせると、分子配列が変化して一時的な疑似生命現象が起き、本物同様に動くようになる。対象は動物の姿をしている物なら何でもよく、たい焼きに使用すると空中を本物の魚のように泳ぐ。
新・人形自動化音波（しんにんぎょうじどうかおんぱ）
てんとう虫コミックススペシャル「ザ・ドラえもんズ スペシャル」第12巻収録『やさしい怪物』に登場する。
ドラえもんの道具で、「人形自動化音波」のバリエーション。人型のものに命を与え、命令を与えて操ることができる。

## 人間あやつり機
人間あやつり機（にんげんあやつりき）は、「人間あやつり機」（てんとう虫コミックス第9巻に収録）に登場する。
キの字型の枠の端から、先に吸盤の付いた関節付の細い棒が伸びた、マリオネットの繰り糸に似た機械。人体の四肢にこの機械を取り付けると、コンピュータの働きによって自動的に体が動く。体を動かすことが面倒なときに使用する。動きは枠の中央にあるボタンで設定するが、そのボタンのパターンの区別がつきにくいなど欠点が多い。
テレビアニメ第2作第1期「人間マリオネット」（「人間あやつり機」のアニメ化作品。1996年8月16日放送、ビデオ『ドラえもん テレビ版スペシャル特大号』夏の巻4、およびDVD『ドラえもん コレクション・スペシャル』夏の4に収録）では「人間マリオネット」と名称が改められた。

## 人間うつし
人間うつし（にんげんうつし）は、「人間うつしはおそろしい」（てんとう虫コミックス第45巻に収録）に登場する。
これを飲むと体内でばい菌が増殖して、増えたばい菌がやがて汗と一緒に流れ出し、汗が乾くとばい菌も空気中に混ざる。ばい菌が混ざった空気を吸い込むと、ばい菌を飲んだ人とそっくりになる病気にかかってしまう。使用時以外は密閉された試験管の中に保存されている。風味はのび太曰く「へんな味」。
作中でのび太がこれを飲んだところ、「のび太病」に感染した人々は皆、学校や会社に遅刻、頭が悪い、あやとりが好き、怠け者など、のび太そっくりという状態になっていた。
似た用途の道具に「ビョードーばくだん」がある。

## 人間カメラシャッター
人間カメラシャッター（にんげんカメラシャッター）は、「人間カメラはそれなりに写る」（藤子・F・不二雄大全集第9巻に収録）に登場する。
人間自体をカメラとして写真を写す道具。カメラのシャッターボタンのような形をしており、頭に乗せてボタンを押すと、そのとき肉眼で見ていた光景が撮影され、写真が現像されて自分の口から出てくる。
実際に目で見ている物以外にも、頭で考えただけの映像でも撮影できる。過去のことを思い浮かべれば過去の出来事の写真も撮影できるが、遠い過去で記憶が曖昧な場合は、写真も曖昧なまま現像されてしまう。

## 人間機関車セット
人間機関車セット（にんげんきかんしゃセット）は、「人間機関車」（てんとう虫コミックス第8巻に収録）に登場する。
煙突と石炭と水のセット。煙突を頭にかぶり、石炭を食べて水を飲むと、体に力が湧いてきてとても速く走ることができる。煙突から煙を出しながら走り、勢いがつくと止まることができなくなる。その力は空き地の土管を破壊するほど。「しゅうてん とまれ」と書かれた、プラットホームにある駅名ボード型の標識を見せられると人間機関車は急停止する。
同様の道具に「SLえんとつ」がある。
人間機関車客車つき（にんげんきかんしゃきゃくしゃつき）
映画『のび太のねじ巻き都市冒険記』に登場する。人間機関車となった者に電車ごっこのような縄をつなげ、何人もの人間が乗客として一緒に走ることができる。このセットにおいては、食べる物が石炭ではなく石炭飴とされている。なお同映画の漫画版では、通常同様の「人間機関車セット」が使用されている。漫画版ではジャイアンが使用していたが、映画版では熊虎鬼五郎のクローンであるホクロが使用している。

## 人間磁石
人間磁石（にんげんじしゃく）は、「人間磁石」（藤子・F・不二雄大全集第5巻に収録）に登場する。
外観は普通の磁石だが、鉄ではなく人間を引き寄せる。磁石に吸い付いた鉄が磁化されるように、この人間磁石に吸い付いた人間もまた人間磁石となり、別の人間を引き寄せてしまう。ON/OFF用のスイッチがついており、使った人が両手でつかむと手が抜けなくなってスイッチに手が入らなくなってしまう。

## 人間じしゃくベルト
人間じしゃくベルト（にんげんじしゃくベルト）は、「人間じしゃくベルト」（藤子・F・不二雄大全集第15巻に収録）に登場する。
このベルトをつけると体が一種の磁気を帯び、周囲の物を何でも吸い寄せることができる。ベルトのバックルにあるボタンを押すと磁化され、ボタンを右に倒すたびに磁気が増す仕組みになっている。もう一度ボタンを押すと、磁化が解除される。
磁力を強くし過ぎると、家にあるあらゆる物がベルトをつけた人の体に次々とくっついてしまい、痛い目に遭う。

## 人間すごろく
人間すごろく（にんげんすごろく）は、「人間すごろく」（てんとう虫コミックス第45巻に収録）に登場する。
ドラえもんが自分で作ったすごろく。振り出しからあがりに至るまでのマスが実際に周囲の町の道のりになっており、コマは実在の人物を模している。コマを動かすとその人物もその通りに動き、「歌を歌う」「3回回ってワンと言う」などの罰ゲームは、すごろくで遊んでいるプレイヤーではなく、コマの人物がやることになる。
作中では、ふりだしはのび太の町の空き地、あがりは野比家、コマはジャイアンとスネ夫に割り振られていた。

## 人間製造機
人間製造機（にんげんせいぞうき）は、「人間製造機」（てんとう虫コミックス第8巻に収録）に登場する。
その名のとおり、人間を作り出す機械。身の周りにある品物を材料として、その中から人体を構成する物質を抽出して再構成し、人工的に人間を作り出す。
必要な材料は石鹸1個（脂肪分となる）、釘1本（鉄分）、マッチ100本（リン）、鉛筆450本（炭素：黒鉛・木材）、石灰コップ1杯（カルシウム。チョークなど）、硫黄1つまみ（鉱石標本を掻き出したもの。前述のマッチにも含まれている）、マグネシウム1つまみ（写真撮影に使用した閃光粉。後述の「大あばれ! のび太の赤ちゃん」ではにがり）、水1.8リットル。
22世紀の世界の新世界デパートで売り出された新製品だが、発売直後にとんでもない欠陥が発見されて販売中止となった。実はこの機械で作り出される人間はミュータント（突然変異）（声 - 加川三起（1979.7）→渡辺菜生子（2009.9）→松本健太（2019.4））であり、念力やテレパシーなどの強力な超能力を持っている。おまけに性格も凶暴で、並の人間では到底太刀打ちできない。22世紀の世界ではこのミュータントが勝手に仲間を増やし、人類の支配を目論み、国連軍まで出動するほどの大騒動になったという。そのため「ミュータント製造機」の別名でも呼ばれる。
架空動物製造機（かくうどうぶつせいぞうき）
「大あばれ! のび太の赤ちゃん」（2009年9月18日放送）に登場。
身近な物を材料として架空動物を作ることができるという機械。付属のマイクに希望の架空動物の名を告げると、製造に必要な材料をリストアップした紙が印刷される。伝説の生物であるドラゴンやユニコーンの名をマイクに告げると一応はレシピが印刷されるが、身近な材料のはずが「木星の衛星タイタンの石」（本来、タイタンは土星の衛星）や「絶滅した恐竜のウンチ」を要求される。「もっと身近な材料でできる動物はいないか」とマイクに告げると人間のレシピが出てくる。
材料を入れて分解装置を作動させ、組み立てスイッチを入れると製造が始まる。この過程で「希望の架空動物を選択する」という手順がないが、人間の材料を投入した時点で、まるで初めから人間を製造することが決まっていたかのように、組み立てボタンを押すと勝手に人間の製造が始まる。
誕生した人間は、人間製造機で作られた人間同様超能力を持つ上、高い知能を持ち、一般的なひみつ道具の知識を持ち合わせている。この欠陥により未来デパートは販売中止を決定し、この道具の無償回収を進めている。

## 人間切断機
人間切断機（にんげんせつだんき）は、「人間切断機」（てんとう虫コミックス第10巻に収録）に登場する。
大きいベッドに体をおさえる箱のようなものと、大きい円盤状のカッターをつけて使用する。人体切断の奇術を模した機械。
使用する人物はベッドに寝てカッターで腰を切る。すると、上半身と下半身で別々に行動できるようになる。下半身には、人工頭脳をつけることも可能で、つけると下半身だけでも行動できるようになる。体は別々でも体の器官はいつもと変わらない。例えば、上半身が水を飲んだときは下半身が尿意を感じることになる。体をくっつけるときには専用のノリを用いる。
テレビアニメ第2作第2期「たとえ胃の中、水の中」（2006年5月12日放送）では直接登場したわけではないものの、ドラえもんがこの道具について言及している。

## 人間そっくりたまご
人間そっくりたまご（にんげんそっくりたまご）は、「人間そっくりたまご」（藤子・F・不二雄大全集第12巻に収録）に登場する。
小さな卵の中に小型ロボットが入っており、卵を手に持って強く念じると、そのロボットがその者そっくりの弟または妹となって誕生する。身長は本人より頭ひとつ小さい程度で、顔は本人そっくりだが、ロボットなので本人よりも少々出来がいい。たとえばゲームをすれば、必ず弟あるいは妹の方が勝つことになる。
お別れを告げると、ロボットは卵の中へと帰ってゆき、何度でも使用することができる。

## 人間貯金箱製造機
人間貯金箱製造機（にんげんちょきんばこせいぞうき）は、「人間貯金箱製造機」（てんとう虫コミックス第40巻に収録）に登場する。
その名の通り、人間を貯金箱に変える道具。貯金箱になるのはお金を貯める本人ではなく、他人の体を貯金箱に変えてその人の体内にお金を預ける。貯金箱にされる本人の同意は不要。
4桁の数字による暗証番号をセットして、この道具から発生する音波を貯金箱にしたい人間に浴びせる。これを浴びせられた人間は「カチーン」という擬音とともに全身がプラスチックか陶器のような材質に変化して動かなくなり、彫像のような貯金箱になる。中身はなくなり空洞となった体内にお金を貯められるようになるが、代わりに生体としての機能は失われる。貯金箱となっている間、その人間に意思はない。そのため変化中は一方的に貯金箱として使われるだけの存在となる。5分間（テレビアニメ第2作第2期では1分間）経過すると元の生きている人間に戻るが、貯金箱になった本人は自分が何をされたのか分からない。
お金を貯めるときは、貯金箱になった人の口の中に貨幣や紙幣を入れる(作中でのび太は「えーっ、この中にお金入れるの!?」と驚愕していた)。貯金箱になる瞬間の表情に関わらず口は大きく開かれて長方形の穴になり、唇は直角に加工されたように平らな縁に変化して、もともと人間の口だった部分は見た目も貯金箱の投入口そのものに作り変えられる。口腔内にも舌や歯といった生物的な器官は残らず、口の中は体内の空洞に直結している模様。外部から力を加えれば投入口をさらに大きくこじ開けることも可能で、口の中を覗き込むことでその人の中に入れたお金を確認できる。人間に戻れば口の構造も元通りになるが、戻った直後の口はあんぐりと開いたままになるため、元に戻った本人は口に違和感を覚えることがある。過度に口をこじ開けられた状態で人間に戻った場合は、その人の顎が外れてしまう恐れがある。
一度でも貯金箱となった人は、以後、暗証番号を聞くだけで貯金箱になる体質になる。お金を取り出すときは、その人に向かって暗証番号を聞かせて貯金箱にすると自動的に口からお金が飛び出す。同様に5分後に元に戻るが、体内のお金がすべて取り出されて残金ゼロの状態になっても、暗証番号を聞くと貯金箱になる体質は元に戻らない。そのため一度人間貯金箱にしてしまえば、以降は道具を使わなくても暗証番号さえ言えば、いつでも何度でもその人を貯金箱にできる。
なお、暗証番号は人間貯金箱となった人自身が言っても効果があるほか、語呂合わせで言っても効果がある（例として暗証番号を4444にして「シッ、シッ、シッ、シッ」と言うなど）。人間貯金箱になった人は、日常生活でも暗証番号と認識される言葉を耳にするたび意図せず貯金箱になってしまうため注意が必要。何かをしている最中でもお構いなしに中断させられて、その場で「カチーン」と動かなくなってしまう。テレビアニメ第2作第2期では暗証番号を1529にしてママを人間貯金箱にしたが、玉子がキュウリを切っている際、キュウリのヘタが飛んでイチゴのパックの上に乗っかり、それを見た玉子が「イチゴにキュウリ（のヘタ）が…」と言った事で貯金箱になった。体内にお金を入れられた状態でうっかり暗証番号を耳にした場合は、本人が意思のない貯金箱になっている間に中のお金が勝手に出てきてしまうため、元に戻った本人からすると目の前に突然お金が現れたように見える。体内の残金がゼロの場合でも空っぽの貯金箱となり、元に戻るまでの時間は意思もなく固まったまま無為に過ごすことになる。
何でも貯金箱製造機
映画『のび太のひみつ道具博物館』に登場。人間以外の生物も貯金箱に変えることができるほか、暗証番号は数字6桁となっている。

## 人間ブックカバー
人間ブックカバー（にんげんブックカバー）は、「人間ブックカバー」（てんとう虫コミックス第27巻収録）に登場する。
人間を本にするためのブックカバー。これに本のタイトルを書き、人の頭にかぶせると、その人は自動的にその本の朗読を始める。本の内容はかぶせられた人の記憶から取り出されるため、その人がその本を読んでいる事が前提条件。専用のしおりを口にくわえさせておけば、朗読を中断させることもできる。欠点として、朗読するのは人間であるため、あまりに長編の本を一気に読ませると、体力が尽きる結果になる。また、漫画の本では朗読内容が台詞と擬音のみ（「あ、あれは!」「ドカーン! ガチャーン!」など）になるため、理解できないことがある。

## 人間プログラミングほくろ
人間プログラミングほくろ（にんげんプログラミングほくろ）は、「人間プログラミングほくろ」（てんとう虫コミックス『ドラえもんプラス』第2巻に収録）に登場する。
人間をプログラミングして動かすための、小さなほくろ型の道具。あらかじめ仕事を言いつけて体に付けておくと、夜、眠っている間に自動的にその仕事をこなす。仕事1つにつきほくろ1個ずつが必要。ドラえもん曰く「忙しい人のための道具」。

## 人間用タイムスイッチ
人間用タイムスイッチ（にんげんようタイムスイッチ）は、「人間用タイムスイッチ」（てんとう虫コミックス『ドラえもんプラス』第4巻に収録）に登場する。
腕時計によく似た道具で、あらかじめ今後の時間ごとの予定を吹き込んで手首に付けておくと、ひとりでに定められた予定通りに体が動く。予定に逆らおうとすると手首を締め付けられる。
のび太は使用時に午前午後を逆転させて深夜に行動する羽目になった。

## 人間ラジコン
人間ラジコン（にんげんラジコン）は、「人間ラジコン」（てんとう虫コミックス第10巻に収録）に登場する。
人間をラジコンで操縦するための道具。操縦機から豆粒のような受信機を射出して、操縦したい人間に付着させると、操縦機による操作の通りに相手を前後左右に歩かせることができる。自動操縦も可能。「人間ラジコン」の話で見られる限りは、あくまで操れるのは歩行のみで、意志や手などの動きは相手自身のものである。但し「さとりヘルメット」（てんとう虫コミックス39巻に収録）では、手を操れる前提での使用（気絶している人間を操って物を回収させる）がされている。
なお、「ドラえもんの学習シリーズ ドラえもんのかん字じてん ステップ１」での表記は「人げんラジコン」で、ロボットのドラえもんに使用して、モニターで部屋からドラえもんを操縦していた。

## 人間リモコン
人間リモコン（にんげんリモコン）は、「人間リモコン」（てんとう虫コミックス第43巻に収録）に登場する。
ビデオ用のようなリモコンと、小さなセンサーとで構成される。センサーを人間につけてリモコンを操作すると、その動作に対してビデオ同様に早送り、巻き戻し、一時停止を行うことができる。効果は「ビデオ式なんでもリモコン」に似ているが、あらかじめセンサーを取り付けなければならない点が異なる。センサーを自分につけ、自分の動作を操作することも可能。

## ニンニン修行セット
ニンニン修行セット（ニンニンしゅぎょうセット）は、「ニンニン修行セット」（てんとう虫コミックス第28巻に収録）に登場する。
忍術修行のための道具セットが風呂敷包みに入っている。ただしあくまで修行を助けるための道具であり、忍術を実際に身に付けられるかどうかは本人の努力次第。セット内容は以下のとおり。
水上歩行の術（すいじょうほこうのじゅつ）
水の上を自在に歩く術。いわゆる「水ぐも」で水上を歩く練習をする。バランスを失うとあっさり転覆、落水する。
天狗飛昇の術（てんぐひしょうのじゅつ）
屋根より高く跳び上がる術。ロボットツリーのタネを植え、その上を跳び越える練習をする。ツリーがどんどん伸びるので、それを跳び越え続ける内に跳躍力が養われる。成長速度は調節可能で、通常は半年から数年かける。のび太は手早く済ませたい思いから1時間に設定し、すぐに跳び越えられない高さになってしまった。
疾風百里行の術（しっぷうひゃくりこうのじゅつ）
風より速く走る術。10メートルほどの長さのふんどしを身に付け、その尻尾部分を引きずらないように走ることで脚力が養われる。格好が悪い上に、尻尾が後方の物に引っかかって転倒しやすい。
他にもある様だが、作中に出たのは以上3つまで。
これとは別に、子供が忍者ごっこに使用する巻物（当初ドラえもんが間違えて出した道具で、テレビアニメ第2作第2期では「お手軽巻物」、「ニンニンまきまき」という名称が付けられている）もあり、これは修行をしなくとも、口にくわえるだけで10分間、動物（ガマガエル、ネズミ、犬など）に変身したり、姿を消したりできる。